# Široký vrch (Lužické hory)
Široký vrch je zalesněný táhlý trachytový vrch s nadmořskou výškou 586 m v nejsevernější části České republiky, v okrese Děčín, v Lužických horách, přibližně 1 km na severozápad od obce Rybniště. Na severozápadním svahu je skalnatý a suťový sráz, další malé skalky jsou roztroušeny po lese. Jedna z nich, skalní suk, nazývaná Karlova výšina, byla v roce 1885 upravena jako vyhlídka. Byla obnovena v roce 1997 a je z ní výhled na lesnatou krajinu Českosaského Švýcarska. Vrchem prochází hlavní evropské rozvodí; západní, severní a jižní svahy náleží k povodí Chřibské Kamenice a Labe a úmoří Severního moře, východní svah odvodňuje Lužnička náležející k povodí Odry a úmoří Baltského moře. Celý vrch leží v Chráněné krajinné oblasti Lužické hory.